# Čúbu

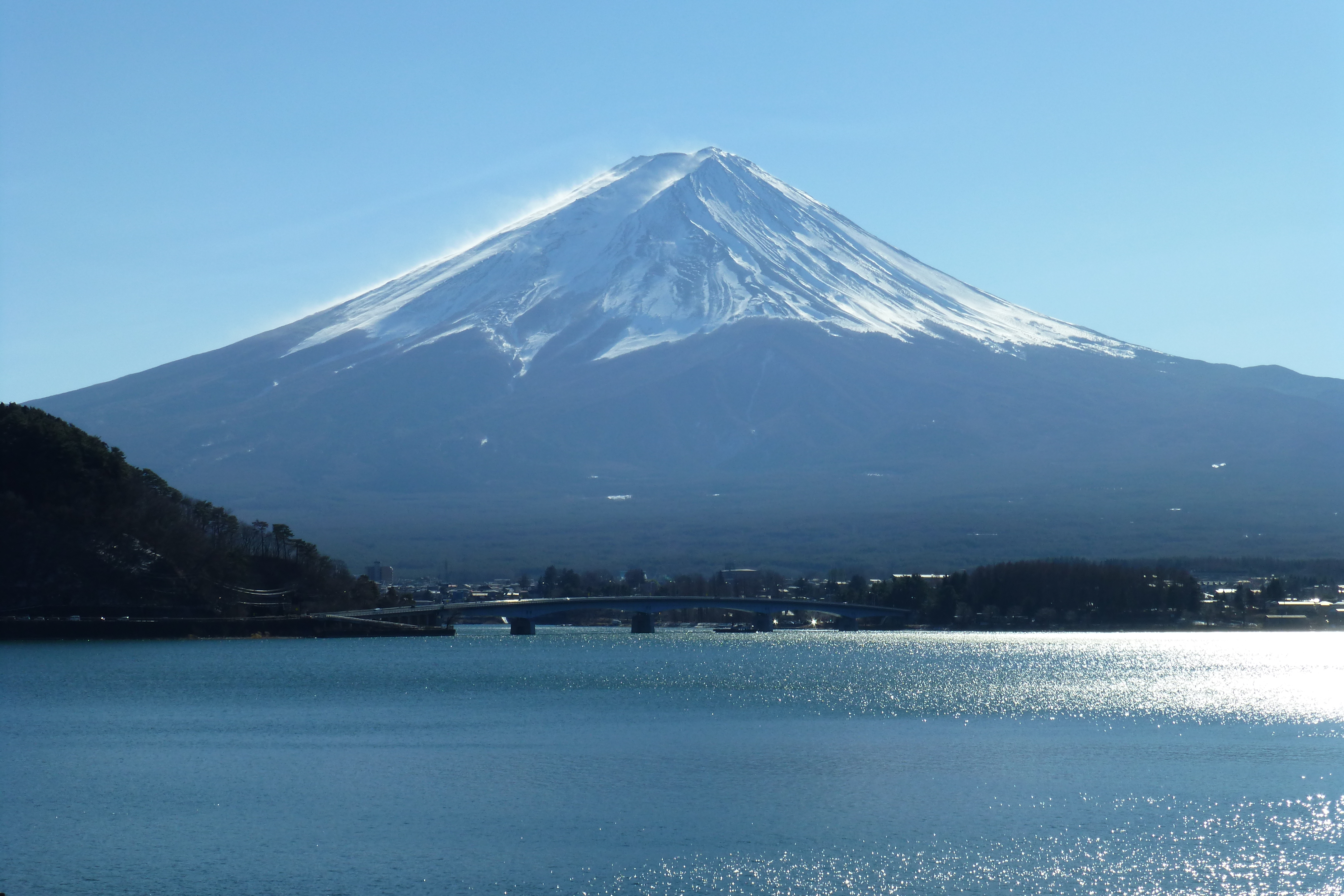
Symbol Japonska – hora Fudži leží v regionu Čúbu.

Čúbu (japonsky: 中部地方; Čúbu-čihó) je centrální region největšího japonského ostrova Honšú.
Region Čúbu je tvořen devíti prefekturami ležícími na západ od Kantó: Aiči, Fukui, Gifu, Išikawa, Nagano, Niigata, Šizuoka, Tojama a Jamanaši.
Čúbu leží v nejširší části Honšú a je charakteristické svými vysokými, drsnými horami. Japonské Alpy dělí oblast na slunnější pacifickou část, známou jako přední část Japonska neboli Omote-Nihon a chladnější část ležící u Japonského moře, známou jako zadní část Japonska neboli Ura-Nihon.

## Dělení Čúbu
Celou oblast je možné rozdělit na tři části:
- Hokuriku (北陸地方; Hokuriku-čihó) je pás země při pobřeží Japonského moře s největší produkcí rýže v Japonsku. Starodávná cesta vedoucí touto oblastí se nazývala Hokurikudó (北陸道).
- Čúó-kóči (中央高地), běžně nazývaná Kóšin (甲信地方´; Kóšin-čihó), je vnitrozemská oblast mezi Hokuriku a Tókai. Dvě staré cesty tudy vedoucí byly Nakasendó (中山道) a Kóšú Kaidó (甲州街道).
- Kóšinecu (甲信越) sestává z prefektur Jamanaši, Nagano a Niigata.
- Tókai (東海地方; Tókai-čihó) na východě je úzký koridor při pobřeží Tichého oceánu. Cesta tudy vedoucí se nazývala Tókaidó (東海道).

### Hokuriku
Oblast Hokuriku leží na sever od vysokých pohoří, které se rozkládají v centrální části Čúbu. Pro tuto oblast jsou v zimě charakteristické velké sněhové srážky a silné větry. Místní divoké řeky a říčky jsou vydatným zdrojem hydroelektrické energie. Prefektura Niigata je centrem japonské těžby a zpracování zemního plynu a ropy. Průmyslový rozvoj oblasti je značný hlavně ve městech v prefekturách Niigata a Tojama. Také města v prefekturách Fukui a Išikawa jsou místními centry zpracovatelského průmyslu. Hokuriku se do značné míry vyvíjelo nezávisle na ostatních regionech, a to hlavně proto, že bylo poměrně izolováno od hlavních průmyslových a kulturních center na pobřeží Tichého oceánu. Protože na pobřeží nejsou vhodné podmínky pro stavbu přístavů a silniční doprava trpí velkými sněhovými srážkami, je oblast závislá na železniční dopravě.

### Čúó-kóči
Čúó-kóči je oblast rozlehlých a vysokých pohoří, včetně Japonských Alp, která je často nazývána střecha Japonska. Obyvatelstvo je ve své většině soustředěno v šesti vyvýšených planinách propojených úzkými údolími. Oblast byla dlouho centrem výroby hedvábí, ale po druhé světové válce se začala výroba snižovat. Většina pracovní síly, která byla dříve zaměstnána v „hedvábném“ průmyslu, byla absorbována různorodým zpracovatelským průmyslem, jenž zahrnuje přesné strojírenství, textilní a potravinářský průmysl ap. Oblast je tvořena prefekturami Jamanaši, Nagano a severní částí prefektury Gifu.

### Tókai
Oblast Tókai sousedící s Tichým oceánem je úzký koridor přerušený na několika místech horami sestupujícími až k moři. Už od období Tokugawa (1600–1867) byla tato oblast důležitou spojnicí mezi Tokiem, Kjótem a Ósakou. Nejslavnější cesta starého Japonska, Tókaidó, spojovala sídlo šóguna Edo (přejmenované roku 1868 na Tokio) a sídlo císaře Kjóto. V 20. století byly na stejné trase postaveny supermoderní dálnice a železniční tratě šinkansen. Oblast tvoří prefektury Šizuoka, Aiči, Mie a jižní část prefektury Gifu.
V oblasti se nachází také množství malých údolních niv. Mírné klima, výhodná poloha v blízkosti velkých metropolí a snadná dostupnost rychlé dopravy z nich dělá ideální místa pro pěstování mimosezónní zeleniny. Výše položená úbočí jsou zase využívána k pěstování mandarinek a čajovníků. Rovněž zde můžeme najít množství malých, ale důležitých průmyslových center. V západní části Tókai leží planina Nóbi, kde se rýže pěstuje už od 7. století. Město Nagoja je nejen dopravní křižovatkou Tókai, ale i centrem těžkého průmyslu včetně ocelářského a strojního.